# Wolfgang Hoppe
Wolfgang Hoppe (ur. 14 listopada 1957 w Apoldzie) – niemiecki bobsleista (pilot boba), wielokrotny medalista olimpijski.
Reprezentował barwy NRD, następnie Niemiec. Był jednym z najwybitniejszych bobsleistów w historii. Wcześniej uprawiał lekkoatletykę (złoto mistrzostw NRD juniorów w dziesięcioboju w 1976). Brał udział w czterech igrzyskach (IO 84, IO 88, IO 92, IO 94), na każdych zdobywał medale. Wywalczył czternaście medali mistrzostw świata, w tym sześć złotych. Triumfował w dwójkach (1985, 1986, 1989) i czwórkach (1991, 1995, 1997).